# Yahoo! UI Library
Yahoo! UI Library (Yahoo! User Interface, YUI) — бібліотека JavaScript для створення насичених інтерактивними можливостями застосунків та користувацьких інтерфейсів.  Використовує AJAX, анімацію, надбудови над XMLHttpRequest і DOM, drag-and-drop, слайдери, слайди, календарі, дерева, таби та інші елементи Web 2.0. Включає власне API для роботи з JavaScript, детальну документацію з прикладами.
Каркас YUI застосовується на сайтах Yahoo!, в тому числі в поштовій службі Yahoo! Mail. Початковий код бібліотеки поширюється на умовах ліцензії BSD.

## Компоненти
- Анімація переміщення блоків, плавна зміна кольорів (Animation)
- Автоматичний підбір фрази, що вводиться  (AutoComplete)
- Менеджер історії браузера (Browser History Manager)
- Нестандартні кнопки (Button)
- Календар (Calendar)
- Побудова діаграм (Charts)
- Підбір кольору на палітрі (Color Picker)
- AJAX -компонент (Connection Manager)
- Зручна робота з куками (Cookie)
- Генерація різних блоків (Container)
- Зберігання даних (DataSource)
- Створення зручних таблиць, з сортуванням і редагуванням «на льоту» (DataTable)
- Робота з DOM-деревом (Dom)
- Переміщення користувачем елементів на сторінці (Drag & Drop)
- Зручна робота з елементами сторінки (Element)
- Створення та управління подіями (Event)
- Прийом додаткових CSS- і javascript-файлів (Get)
- Фронтенд для підрізання картинок (ImageCropper)
- Попереднє завантаження зображень (ImageLoader)
- Робота з JSON-масивами
- Автоматична генерація розмітки (Layout Manager)
- Запис дій (Logger)
- Генератор меню (Menu)
- Profiler
- ProfilerViewer
- Зміна розмірів блоків (Resize)
- Візуальний html-редактор (Rich Text Editor)
- Вибірка вузлів на основі css-путі (Selector)
- Слайдери (Slider)
- Перемикання контента через таби (TabView)
- Побудова деревоподібних структур (TreeView)
- Пакетна завантаження файлів з відображенням процентного статусу (Uploader)
- Додаткова завантаження компонентів бібліотеки (YUI Loader)
- Тести (YUI Test)
- CSS-фреймворки для позбавлення від рутинної підготовки (Reset CSS, Base CSS, Fonts CSS, Grids CSS)

## Припинення проекту
У серпні 2014 компанія Yahoo ухвалила рішення згорнути розробку вільного Javascript-каркаса YUI. Незважаючи на припинення розробки, супровід проекту та усунення помилок буде продовжено доти, поки залишатимуться зацікавлені в YUI користувачі. Нові можливості розвиватися не будуть.
Причиною припинення розробки називається неактуальність технологій, що використовуються в YUI, що залишило YUI у тупиковій гілці еволюції. Зростання популярності рішень на базі платформи Node.JS привело до зміни підходу до розробки HTML-застосунків, вебфреймворків та поширенню пакунків для веб. Замість великих монолітних бібліотек, подібних YUI, стали затребувані компактні спеціалізовані модульні системи. У підсумку, інтерес спільноти до YUI помітно впав, число комітів і патчів від сторонніх розробників досягло свого мінімуму, багато модулів залишилися без супроводжуючих.

## Виноски
1. ↑  Release 3.18.1 — 2014.
2. ↑  Important Announcement Regarding YUI. Архів оригіналу за 28 квітня 2021. Процитовано 30 серпня 2014.
3. ↑  Компания Yahoo объявила о прекращении разработки свободного проекта YUI [Архівовано 3 вересня 2014 у Wayback Machine.] // opennet.ru